# Vysoké učení technické v Brně
Vysoké učení technické v Brně (VUT) – czeska uczelnia publiczna w Brnie. Została założona w 1899 roku.
Według stanu na 2020 rok funkcję rektora pełni Petr Štěpánek.